# Empúries
Empúries is een groep ruïnes dicht bij l'Escala, gelegen in de Spaanse autonome regio Catalonië. Het is de plaats van de Griekse nederzetting Empórion (Grieks: Ἐμπόριον), door de Romeinen omgedoopt tot Emporiae van waaruit de streek vanaf 600 v.Chr. zeven eeuwen lang werd beheerst.

## Geschiedenis
De Feniciërs vestigden zich hier als eersten op een eiland aan de zuidkant van de Golf van Roses. Ondertussen is dit eiland een heuveltje op het vasteland geworden. Rond 600 v.Chr. kwamen de Grieken zich er vestigen. In de 5e eeuw v.Chr. groeide de stad vlug, wellicht door de lucratieve graanhandel. Na verloop van tijd werd het een echt Griekse stadstaat, die Emporion (Ἐμπόριον) genoemd werd.
In de Punische Oorlog stelde Empúries zich pro-Rome en anti-Carthago op. In de Tweede Punische Oorlog kwamen de Romeinen hier in het jaar 218 v.Chr. aan land. Dit gebeurde onder leiding van de Scipio's met als doel de Carthagers tegen te houden. Hiermee begon dan ook de romanisering van het Iberisch Schiereiland. Vanaf toen was Empúries een belangrijke Grieks-Romeinse stad.
In 195 v.Chr. vestigde Cato in Empúries een Romeins kamp dat in de 1ste eeuw v.Chr. onder leiding van Caesar kwam te staan. De Romeinse stad ontstond dus vlak naast een Griekse stad. Er zijn restanten te zien van de stad, op een heuvel gelegen, zoals een forum, een aantal huizen, een deel van de muur met een toegangspoort, publieke baden, het amfitheater en fraaie vloermozaïeken.
De tempels en de markt bleven op dezelfde plaats gevestigd, maar de villa's werden langs de top van de heuvel geconstrueerd. Na de Romeinse periode werd de stad, toen zij in verval raakte in de 3e eeuw n.Chr., een West-Gotisch bisdom. Door het verval raakten grote restanten onder een dikke laag zand.

## Het terrein

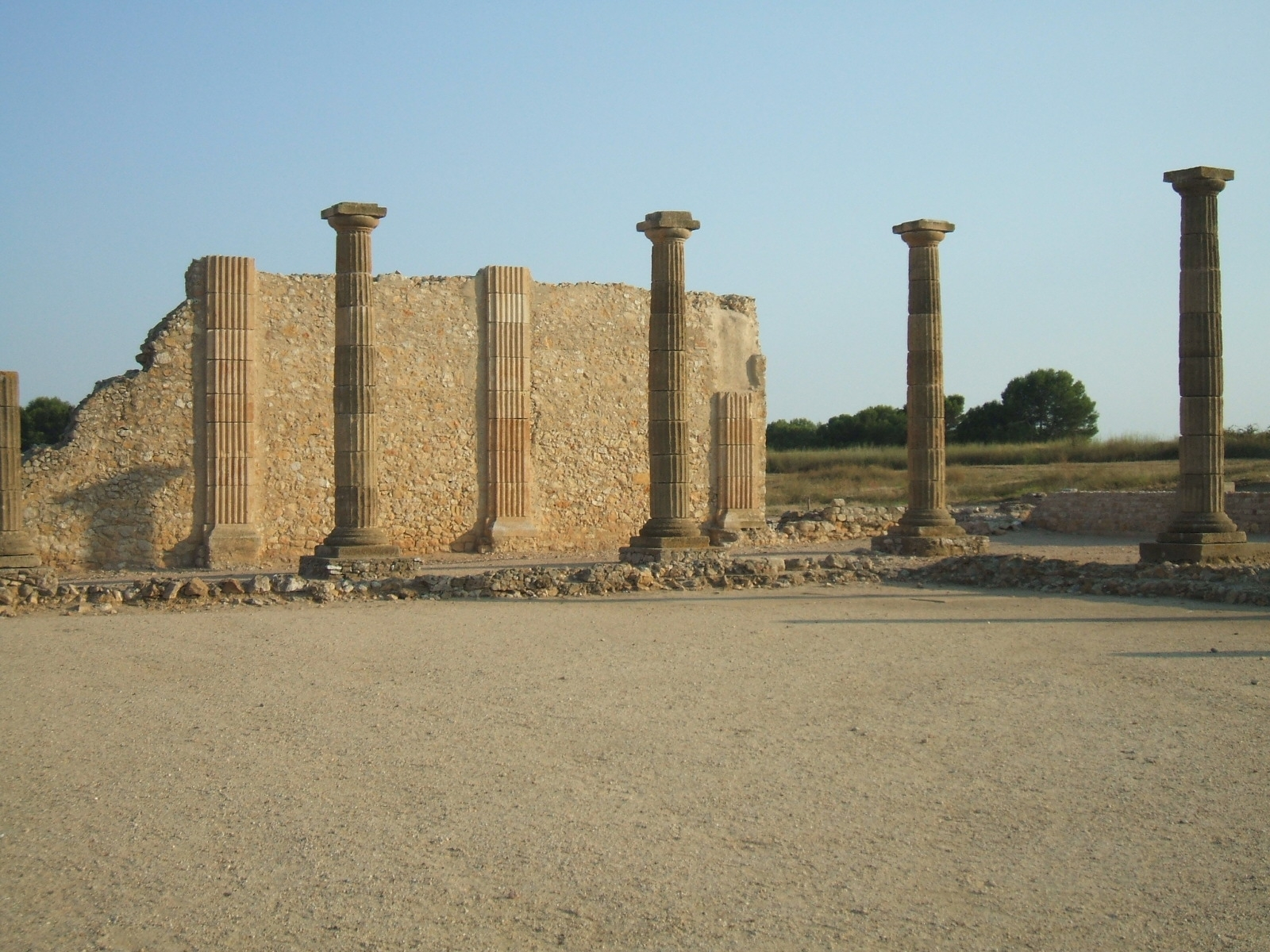
Forum

Verklarende borden en een aangegeven route maken een bezoek aan het terrein gemakkelijker.
Het wandelpad begint aan de parkeerplaats en gaat rond de top van immense muren uit de 2e eeuw v.Chr. Het loopt langs de belangrijkste tempels en heilige plaatsen. Vervolgens gaat het linksaf over de markt en leidt dan naar boven naar het kleine museum van de vindplaats.
De Romeinse villa's, die te herkennen zijn aan hun mozaïeken en een parkachtige sfeer, liggen boven het museum. Daarachter bevinden zich andere openbare gebouwen en een Romeins forum. Het forum is gedeeltelijk gereconstrueerd en bestaat uit een groot vierkant plein met aan drie kanten een zuilengang. Aan de vierde zijde stonden acht tempeltjes. Een daarvan is gereconstrueerd.
Het terrein eindigt bij een Romeinse poort waarachter zich de resten van een amfitheater bevinden.

## Galerij

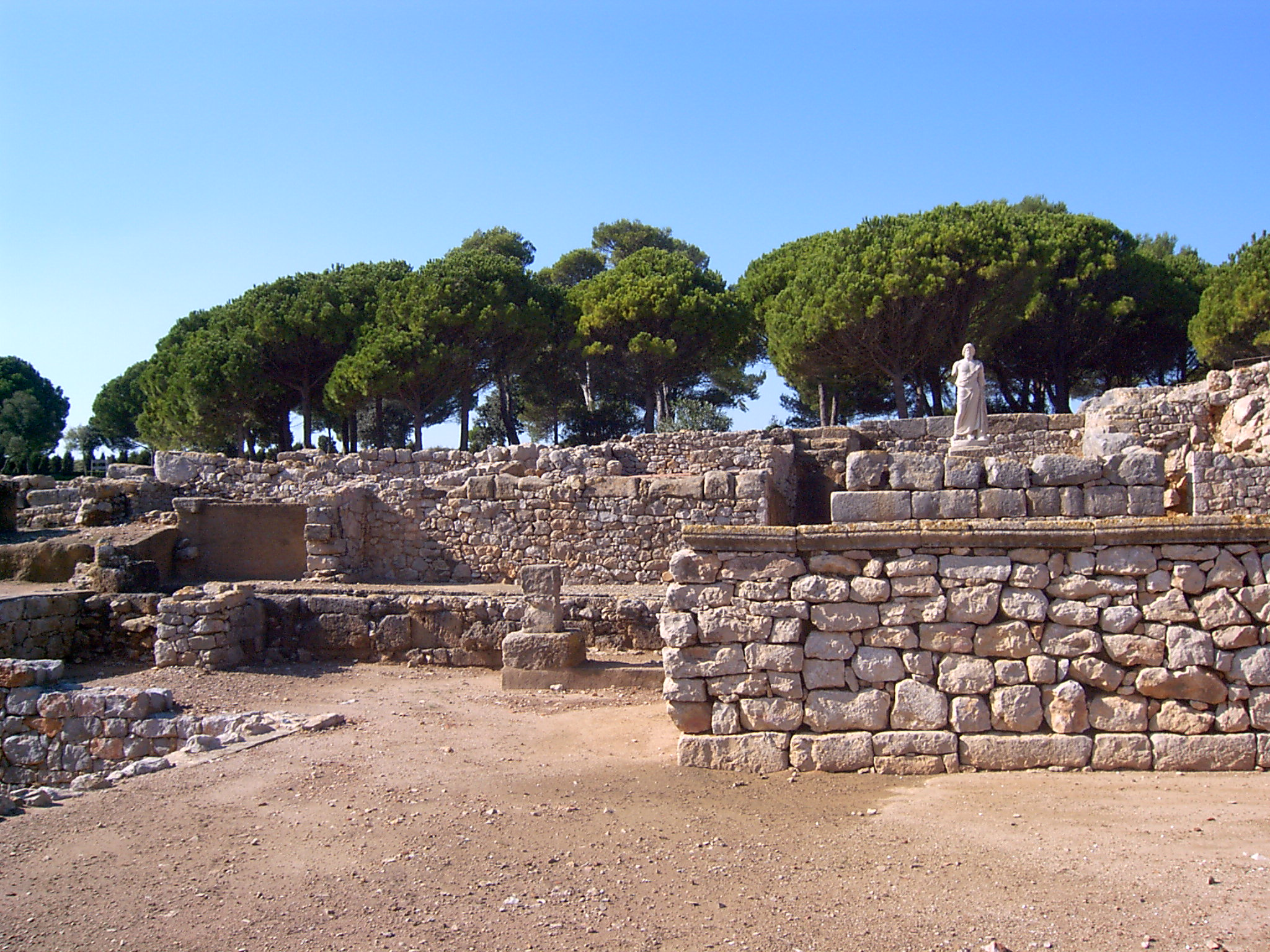
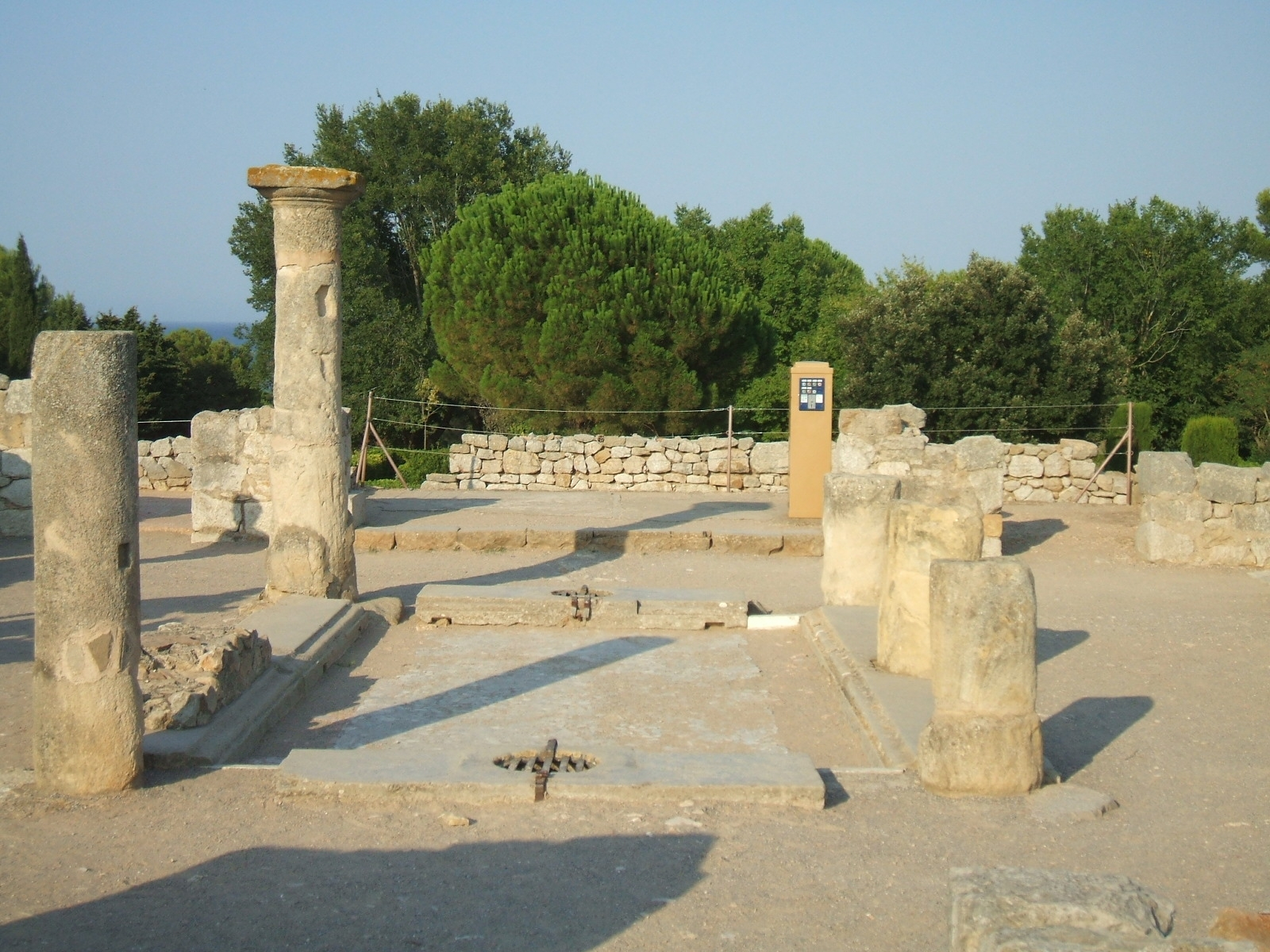
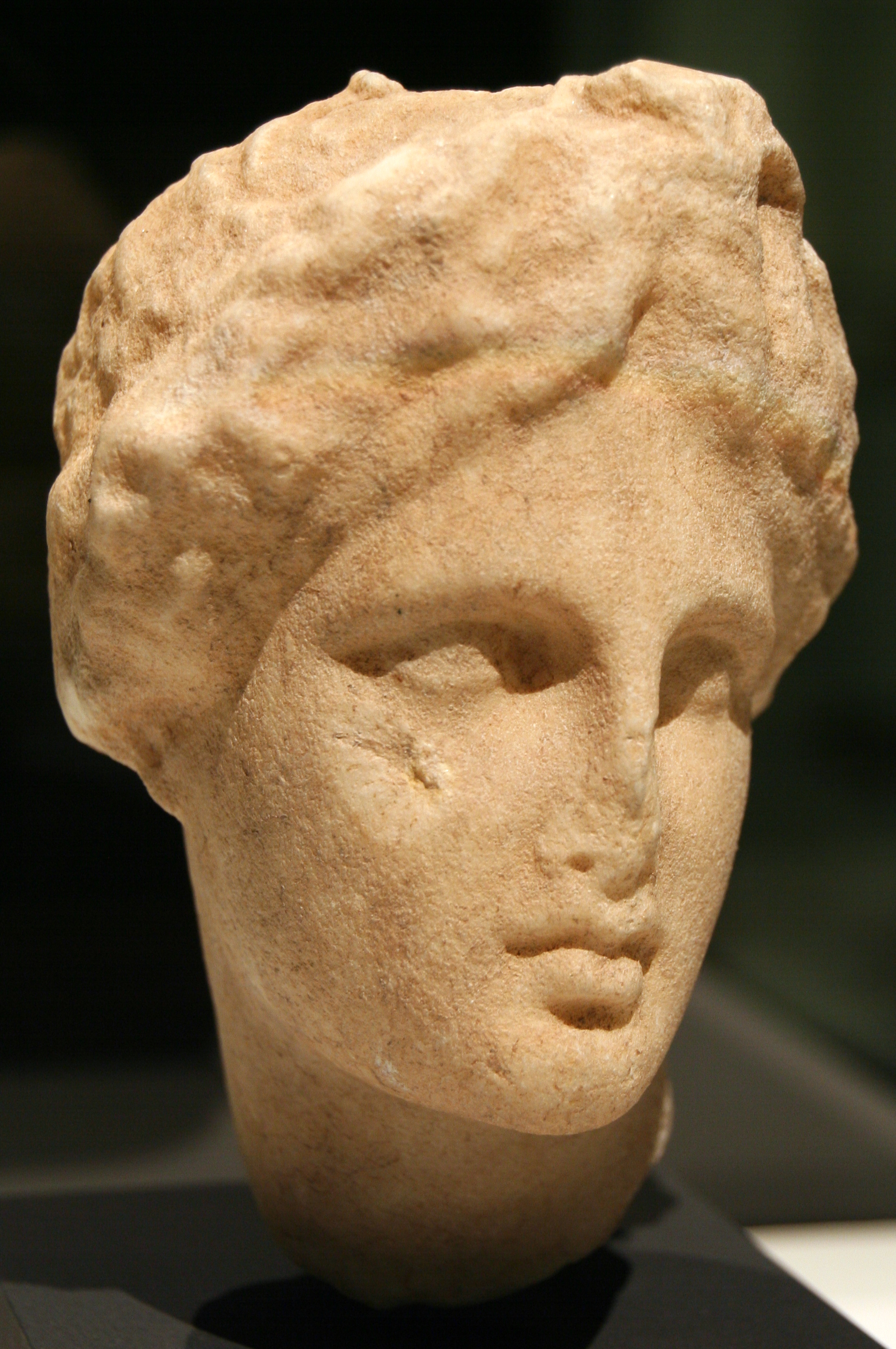
Hoofd van een standbeeld van Apollo 2e eeuw v.Chr. Archeologisch museum Barcelona
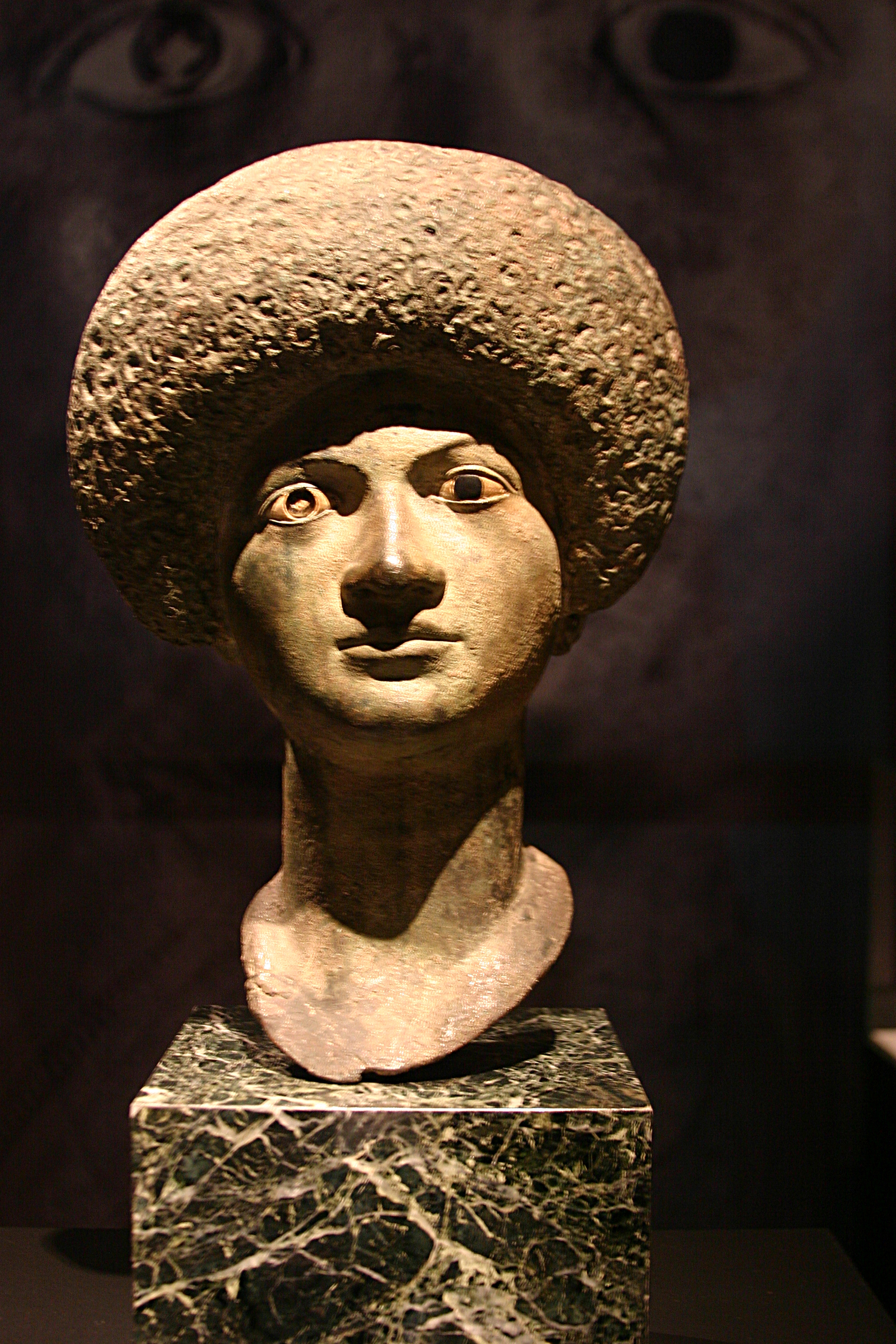
De Flavische dame 69 - 96 n.Chr. Archeologisch museum Barcelona